# Vuelo 3704 de Aseman Airlines
El vuelo 3704 de Aseman Airlines  (EP3704/IRC3704) fue un vuelo nacional de pasajeros de Iran Aseman Airlines que operaba desde Teherán a Yasuj, Irán, el 18 de febrero de 2018. El avión, un ATR 72-212, se estrelló en el Monte Dena, en las montañas de Zagros cerca de Semirom, provincia de Isfahán (Irán). Se informó que 60 pasajeros y seis tripulantes estaban a bordo. El avión estaba en ruta desde Teherán a Yasuj, la capital de la provincia de Kohkiluyeh y Buyer Ahmad.
Este accidente fue el segundo en ocurrir dentro de una semana, luego del accidente del vuelo 703 de Saratov Airlines siete días antes.
Según el informe provisional, que fue publicado el 18 de febrero de 2019 por la Organización de Aviación Civil de Irán (CAO), el accidente fue causado por múltiples factores, siendo el error del piloto considerado la causa principal. La investigación mostró que la tripulación decidió continuar hacia Yasuj a pesar del deterioro de las condiciones meteorológicas en la zona. Durante su aproximación, la tripulación optó por descender por debajo de la altitud mínima. El mal tiempo resultante provocó que el avión se detuviera. La tripulación no pudo recuperar la aeronave de la pérdida y la aeronave se estrelló contra la montaña.

## Aeronave

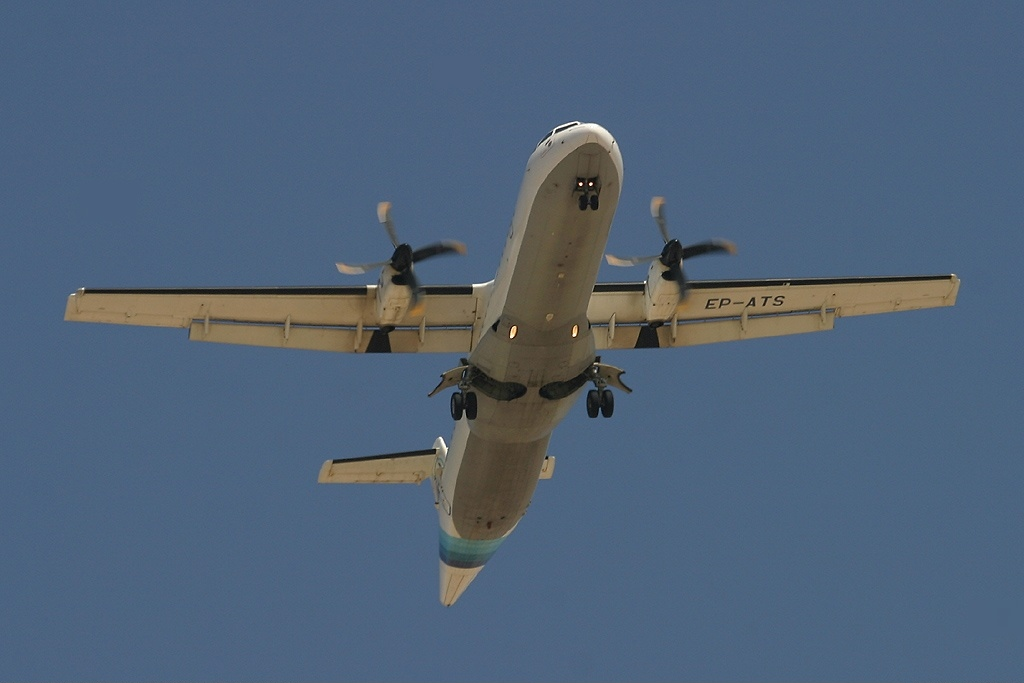
El avión involucrado en el accidente, en 2004.

Altitud del Vuelo 3704 según Flightradar24

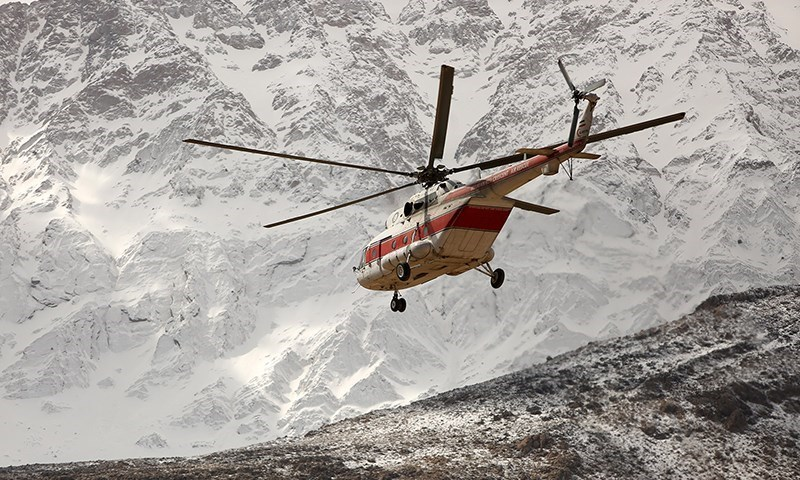
Helicóptero de la Sociedad de la Media Luna Roja Iraní en un vuelo de búsqueda del avión accidentado.

El avión, un ATR 72-212 msn 391, registro EP-ATS, se construyó en octubre de 1993. Voló por primera vez el 26 de octubre, y fue entregado a Iran Aseman Airlines el 12 de diciembre del mismo año. Solo había sido operado por esa aerolínea y no había tenido un incidente grave en sus 24 años de funcionamiento.
La compañía Iran Aseman Airlines es una de las aerolíneas que se encuentra vetada en la lista negra de compañías aéreas de la Unión Europea

## Accidente
El vuelo partió del aeropuerto de Mehrabad a las 08:05 horas, hora local, y ascendió a la altitud de crucero FL210. A las 09:22 la aeronave estaba sobre el VOR de Isfahán (IFN). El vuelo solicitó permiso para descender de FL210 a FL170. Esto fue aprobado por Teherán ACC. El vuelo siguió la vía aérea W114 desde la ayuda de navegación OBTUX hasta el Yasuj DVOR/DME. La altitud mínima en esa vía aérea es FL170. La altitud mínima de seguridad (MSA) sobre el sector cercano al aeropuerto de Yasuj es de 15500 pies.
El tiempo informado a la tripulación indicó un techo de nubes de 15.000 pies. A pesar de su autorización para FL170 y MSA en el área, la tripulación posteriormente seleccionó FL150 como su altitud objetivo.
El vuelo se niveló en FL150 a las 09:28 horas y se encendieron los sistemas de deshielo y antihielo. Posteriormente, la tripulación de vuelo seleccionó el modo de altitud del piloto automático a FL150. Luego, la aeronave entró en una ola de montaña con vientos verticales (corriente ascendente) que alcanzaron hasta 3000 pies / min con las condiciones de formación de hielo asociadas. Dado que el piloto automático intentó mantener FL150, la potencia del motor se redujo a ralentí y la aeronave se inclinó -4 °. En estas condiciones, la velocidad se redujo gradualmente de una velocidad aerodinámica calibrada (CAS) de 205 nudos.
A las 09:29:44 la tripulación de vuelo apagó los sistemas de deshielo y antihielo. Luego, la aeronave entró en una corriente descendente de onda de montaña. La potencia del motor aumentó y la nariz se inclinó porque el piloto automático estaba intentando volver a FL150. Mientras tanto, el CAS se redujo a 130 nudos.
Luego, el piloto seleccionó FL140 en el piloto automático cuando la velocidad descendió a 118 nudos. Sonó la advertencia de pérdida y el piloto automático se desconectó automáticamente. La velocidad del aire aumentó a 134 nudos a medida que la aeronave descendía a una velocidad de -3200 pies / m. A las 09:31:22 la tripulación de vuelo volvió a activar el piloto automático y estableció FL150 como su altitud objetivo.
Cuatro segundos después, la aeronave se acercó al terreno montañoso circundante y sonó la alarma EGPWS. La altitud de radio en ese punto era 3643 pies (altitud de presión 13869 pies).
El piloto automático se desactivó de nuevo mientras la aeronave continuaba perdiendo altitud. Incapaz de recuperar altitud, la tripulación de vuelo notó que la ladera de la montaña hacía rodar el avión -86 ° a la izquierda. El morro se inclinó y la aeronave impactó contra la ladera de una montaña a las 09:31:41.
Los restos se localizaron al día siguiente en la nieve, 350 pies por debajo de la cima de una montaña de 13,412 pies de altura.

## Consecuencias
La Media Luna Roja iraní dijo que se había desplegado en el área. La televisión estatal informó que, debido a las condiciones de niebla, los helicópteros de rescate no pudieron llegar al sitio del accidente en las montañas de Zagros. Monte Dena, la ubicación del sitio del accidente, está a unos 4,409 metros (14,465 pies) sobre el nivel del mar. Se informó que las condiciones climáticas en el lugar del accidente, incluida la nieve y los fuertes vientos, obstaculizaban los servicios de búsqueda y rescate. Los lugareños informaron que habían oído que el avión golpeó la montaña, pero las condiciones eran tales que las búsquedas de helicópteros tomaron tres días para encontrar los restos.
Se informó que el piloto veterano, el capitán Hojjatallah Foulad, había salvado las vidas de sus pasajeros en 2013 haciendo un aterrizaje de emergencia en el aeropuerto de Yasuj después de que un motor fallara al volar el mismo tipo de avión.
Un sitio web de noticias iraní informó que el avión se había reincorporado recientemente a la flota aérea, luego de siete años de reparaciones. Las noticias de Roozarooz informaron: «El avión que se estrelló hoy se enfrentó a problemas técnicos en el aire durante un vuelo reciente hace unas semanas». También se afirmó que un correo de Instagram de Aseman Airlines hace dos meses, que anunciaba que el avión había vuelto a estar en servicio después de siete años, había sido eliminado en la misma mañana en que el avión se estrelló.

## Investigación

### Causa principal
El accidente ocurrió debido a muchas cadenas de causas consideradas, pero el «factor humano» tuvo un papel principal para la conclusión del escenario. La acción de la tripulación de cabina que ha provocado condiciones peligrosas para el vuelo se considera como causa principal. Con base en las evidencias proporcionadas, los errores de la tripulación de cabina fueron los siguientes:
- Continuación al aeropuerto de Yasouj para aterrizar contra el manual de operación de la Compañía, debido al techo de baja altitud de la nube y la masa de nubes relacionada. Debieron desviarse al aeropuerto alternativo.
- Descender a una altitud no autorizada por debajo del mínimo de la ruta y MSA.
- Falta de CRM suficiente durante el vuelo.
- No completar la recuperación de pérdida (ajuste de flaps, RPM máximas).
- Uso inadecuado del piloto automático después de la condición de pérdida.
- Anticipación inadecuada para el mal tiempo basado en OM (nubes, turbulencia y formación de hielo).
- Acción rápida para apagar el sistema antihielo y AOA.
- No seguir las listas de verificación y la llamada estándar por ambos pilotos.

### Factores contribuyentes
Los factores contribuyentes a este accidente incluyen, entre otros, los siguientes:
La aerolínea no fue capaz de detectar defectos sistemáticos sobre:
- La eficacia del entrenamiento de la tripulación sobre meteorología, OM, SOP.
- suficiente supervisión operativa sobre los comportamientos del piloto.
- La falta de SIGMET sobre Ola de montaña o Ola de montaña severa.
- Procedimiento poco claro para la recuperación de pérdida en FCOM.
- Falta de advertencia en los manuales de la aeronave por parte del fabricante para la concienciación de la tripulación de vuelo sobre las olas de montaña.
- Falta de un sistema APM para alertar a la tripulación sobre la degradación del rendimiento.